# Зюзник одноцветковый
Зю́зник одноцветко́вый (лат. Lycopus uniflorus) — вид цветковых растений рода Зюзник (Lycopus) семейства Яснотковые (Lamiaceae). 

## Ботаническое описание
Многолетнее травянистое растение с толстым узловатым корневищем. Высота 10—50 см. На нём располагаются пары зубчатых листьев и головки цветков в их пазухах. Цветки белые, несколько мм длиной.

## Распространение и местообитание
Вид обычен для большей части Северной Америки, где произрастает главным образом во влажных местах, например, болотах. 

## Хозяйственное значение и применение
Корни растения употребляют в пищу некоторые североамериканские индейские племена.

## Синонимика
- Euhemus uniflorus (Michx.) Raf.
- Lycopus communis E.P.Bicknell
- Lycopus coreanus H.Lév.
- Lycopus membranaceus E.P.Bicknell
- Lycopus parviflorus (Benth.) Maxim.
- Lycopus pumilus Vahl
- Lycopus uniflorus f. flagellaris Fernald
- Lycopus uniflorus var. macrophyllus Farw.
- Lycopus uniflorus var. membranacea Farw.
- Lycopus uniflorus var. ovatus Fernald & H.St.John
- Lycopus uniflorus var. parviflorus (Benth.) Kitag.
- Lycopus virginicus var. parviflorus Benth.
- Lycopus virginicus var. parviflorus (Maxim.) Makino[1]